# Trận Artois lần thứ nhất
Trận Artois lần thứ nhất là một trận đánh trên Mặt trận phía Tây của cuộc Chiến tranh thế giới thứ nhất, diễn ra giữa Quân đội Pháp và Quân đội Đế quốc Đức ở miền Bắc nước Pháp. Là cuộc tiến công của quân Pháp nhằm vào quân Đức, trận chiến này là nỗ lực đầu tiên của cả hai phe nhằm phá vỡ cục diện bế tắc đã tồn tại trên Mặt trận phía Tây sau trận Ypres lần thứ nhất. Tuy nhiên, quân Đức đã ngăn chặn được cuộc tiến công của quân Pháp tại Artois, đánh dấu sự thất bại của nỗ lực này.
Sau khi tình trạng bế tắc bắt đầu vào tháng 11 năm 1914, Tổng tư lệnh Quân đội Pháp là Joseph Joffre chủ trương liên tiếp tấn công các hàng phòng ngự của Quân đội Đức. Ông chia rẽ Mặt trận phía Tây thành các khu vực "tích cực" và "bị động", và quyết tâm dồn những nỗ lực của người Pháp vào những khu vực "tích cực" Artois và Champagne, nhằm giáng đòn vào "cái vai" của chỗ lồi của người Đức từ Flanders đến Verdun, cùng với hai tuyến đường xe lửa chính yếu của người Đức. Vào đầu tháng 12 năm 1914, Joffre ra lệnh cho Tập đoàn quân số 10 của Pháp tấn công quân Đức tại Artois và Tập đoàn quân số 4 cũng tấn công đồng loạt ở Champagne. Các vấn đề hậu cần đã ngăn trở những cuộc tấn công nhử mồi của quân Anh, quân Pháp và quân Bỉ mà Joffre mong muốn vào tháng 12 năm ấy.
Tuy nhiên, vào ngày 17 tháng 12 năm 1914, trận Artois lần thứ nhất được khơi mào khi Tập đoàn quân số 10 của Pháp tiến công các đơn vị thuộc Tập đoàn quân số 6 của Đức dưới quyền Thái tử xứ Bayern tại đồi Vimy. Tuy rằng Quân đoàn dưới quyền Tướng Philippe Pétain đã chiếm được một khoảng đất thuộc tiền tuyến của quân Đức, cuộc tiến công nhìn chung là thất bại do nhiều lý do. Vào ngày 4 tháng 1 năm 1915, quân Pháp phải chấm dứt tấn công mà không thể thu được thắng lợi nào đáng kể. Không những trận Artois lần thứ nhất mà cuộc tiến công của quân Pháp tại Champagne cũng không thể nào xoay chuyển thế trận. Thất bại của quân Pháp trong trận chiến Artois cũng chứng tỏ họ đã không thể hồi phục hoàn toàn sau những cuộc giao tranh khốc liệt vào mùa thu năm 1914. Song, sau thất bại này, Joffre tiếp tục tổ chức những chiến dịch tấn công dồn dập tại khu vực đó.

## Bối cảnh lịch sử
Sau khi tình hình bế tắc mở đầu trên Mặt trận phía Tây vào tháng 11 năm 1914, Quân đội Đức giữ thế phòng ngự tại Pháp và Bỉ.